# Construcció de pau

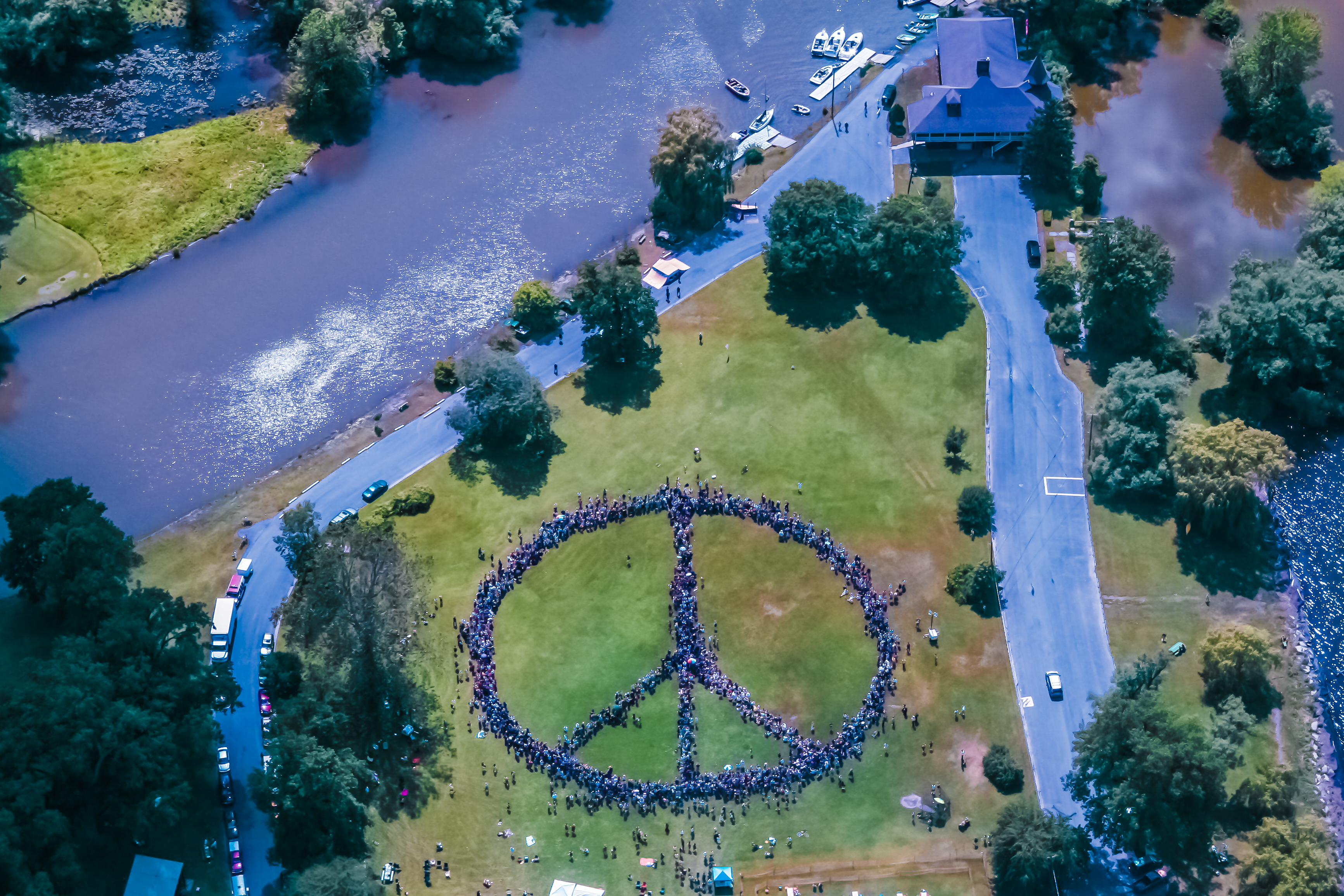
El signe de la pau: representa simbòlicament un enfocament holístic de la construcció de la pau.

La construcció de pau és una activitat que té com a objectiu resoldre la injustícia de manera no violenta i transformar les condicions culturals i estructurals que generen conflictes que poden ser mortals o destructius. Gira al voltant del desenvolupament de relacions personals, de grup i polítiques constructives a través de les fronteres ètniques, religioses, de classe, nacionals i racials. El procés inclou la prevenció de la violència; gestió, resolució o transformació de conflictes; i la reconciliació posterior al conflicte o la curació de traumes anteriors, durant i després de qualsevol cas concret de violència.
Com a tal, la construcció de la pau és una tècnica o mètode intersectorial multidisciplinari que esdevé estratègic quan funciona a llarg termini i a tots els nivells de la societat per establir i mantenir relacions entre les persones a escala local i global i, per tant, genera una pau sostenible. Les activitats estratègiques de construcció de pau aborden les causes originals o potencials de la violència, creen una expectativa social per a la resolució pacífica de conflictes i estabilitzen la societat políticament i socioeconòmica.
Els mètodes inclosos en la construcció de pau varien segons la situació i l'agent de construcció de pau. Les activitats de construcció de pau reeixides creen un entorn favorable per a una pau duradora i autosostenible; que inclou reconciliar els oponents; evitar que el conflicte es reiniciï; integrar la societat civil; crear mecanismes d'estat de dret; i abordar els problemes estructurals i socials subjacents. Els investigadors i els professionals també troben cada cop més que la construcció de pau és més eficaç i duradora quan es basa en les concepcions locals de la pau i les dinàmiques subjacents que fomenten o permeten el conflicte.